# Lukas Wagner
Lukas Wagner (* 1993 in Dornbirn) ist ein österreichischer Slam-Poet, Autor und Kulturveranstalter.

## Leben
Wagner tritt seit der Schulzeit als Slam-Poet in Deutschland, Österreich und der Schweiz auf. 2015 schrieb er an Seite von Dominique Schichtle und Ray Watts das Lied Tanz mit mir für die österreichische Popband Lucky Strikes Back, das Platz 22 der österreichischen Charts erreichte. Später war er auch als Songwriter für den österreichischen Popmusiker Monthaye tätig. Seit 2015 organisierte Wagner (bislang über 100) Literatur- bzw. Kulturveranstaltungen in Deutschland, Österreich, der Schweiz und Liechtenstein. 2016 führte er gemeinsam mit den Salzburger Nachrichten den bislang längsten Poetry-Slam der Welt durch: 16 teilnehmende Künstler trugen dabei in 28 Stunden mehr als 150 Texte vor. Im gleichen Jahr fand unter dem Titel Jederkann ein Poetry Slam im Rahmen der Salzburger Festspiele im Inneren des Mönchsbergs statt. Wagner kreierte außerdem Format wie die Schattenschlacht, bei dem Slam-Poeten nur als Silhouetten zu sehen sind. Seit 2017 kuratiert Wagner die Lecher Literaturtage. Er lebt in Salzburg.

## Auszeichnungen
- Förderpreis für Kunst und Kultur 2017, Kulturfonds Salzburg[8][9]